# Maksym Borowkow
Maksym Wałerijowycz Borowkow (ukr. Максим Валерійович Боровков; ur. 5 kwietnia 1977) – ukraiński piłkarz, grający na pozycji pomocnika, a wcześniej napastnika.

## Kariera piłkarska

### Kariera klubowa
Pierwszym profesjonalnym klubem w karierze był Metałurh Nowomoskowsk. W latach 2000–2002 występował w zespole Ełektrometałurh-NZF Nikopol. Na początku 2003 przeszedł do FK Krasiłów, który latem zmienił nazwę na Krasyliw-Obołoń Krasiłów. W 2004 kiedy klub połączył się z Podillia Chmielnicki, automatycznie został jego piłkarzem. Na początku 2007 razem z trenerem Serhijem Kuczerenkiem przeniósł się do Spartaka Iwano-Frankowsk. Po tym jak latem Spartak został rozwiązany, znalazł się razem z trenerem w Desnie Czernihów. Pełni w drużynie funkcje kapitana drużyny.